# Moritz Grenzebach
Moritz Grenzebach (* 24. Juli 1979 in Mönchengladbach-Rheydt) ist ein deutscher Film- und TV-Producer.

## Ausbildung
Zunächst studierte er an der Ruhr-Universität Bochum und an der University of Copenhagen Film- und Fernsehwissenschaften, Publizistik und Kommunikationswissenschaft und Philosophie, was er 2005 mit dem Bachelor of Arts abschloss. Parallel zu seinem ersten Studium begann er 2004 an der internationalen filmschule köln das Studium der Filmproduktion, dass bis zu seinem zweiten B.A. Abschluss von der Verwertungsgesellschaft der Film- und Fernsehproduzenten durch ein Jahresstipendium gefördert wurde. Bereits während des Studiums arbeitete er bei verschiedenen Kurzfilmen als Produktionsleiter und Producer sowie als Aufnahmeleiter für den WDR. Die 2008 absolvierte Weiterbildung International Producing an der internationalen filmschule köln ergänzt seine Ausbildung.

## Werk
Seine ersten von ihm produzierten Kurzfilme „Natürliche Bedürfnisse“ und „Laut werden“ konnte er an den Fernsehsender Arte verkaufen. Ebenso wie seine Produktion „Gott will es!“ liefen diese Kurzfilme erfolgreich auf nationalen und internationalen Filmfestivals. Sein Abschlusskurzfilm „Absolution“ an der ifs, der von Arte koproduziert und mit Mitteln der Filmstiftung NRW gefördert wurde, lief u. a. im Rahmen der Internationalen Filmfestspiele von Cannes 2008.
Noch während seines Studiums im Jahr 2007 machte er sich mit den Regisseuren Christopher Becker und Johannes F. Sievert selbständig und gründete in Köln die Pi Filmproduktion. Innerhalb dieser Firma entwickelte und produzierte er Kinofilme, aber auch Dokumentar- und Werbefilme. Im Jahr 2008 wurde er für den Sehsüchte-Produzentenpreis als Bester Produzent nominiert. Im selben Jahr verließ er die Firma.
Nach seiner Projektbezogenen Mitarbeit bei der internationalen Event-/Kinoproduktion Henri 4 für die Ziegler Film wechselte er im Januar 2009 zur Eyeworks Germany GmbH, wo er bis März 2013 als Producer für Fernsehfilme, Dokumentationen und Serien tätig war. Seit April 2013 arbeitet er als Producer bei der greenskyFilms GmbH.